# 鳥マイコプラズマ症
鶏マイコプラズマ病（にわとりまいこぷらずまびょう、英:avian mycoplasmosis）とは、Mycoplasma gallisepticumあるいはマイコプラズマ・シノビエ感染を原因とする鳥の感染症。
鶏の呼吸器性マイコプラズマ病とも呼ばれる。日本では家畜伝染病予防法において届出伝染病に指定されており、対象動物は鶏、七面鳥。なお、日本獣医学会の提言で法令上の名称が「鶏マイコプラズマ病」から「鳥マイコプラズマ症」に変更された。

## 特徴
経卵感染による垂直伝播と気道感染などによる水平伝播が起こる。性成熟の遅延、産卵率の低下などを示し、混合感染や環境条件により呼吸器症状や関節炎を引き起こす。診断は主に剖検及び微生物検査によって行われ、培地にはFreyの寒天培地及びFreyの液体培地が使用される。Mycoplasma gallisepticumに対するワクチンが存在する。治療にはニューキノロン系合成抗菌薬が使用されることが多い。